# Viktor Prokopenko
Viktor Ievhenovytch Prokopenko (en ukrainien : Віктор Євгенович Прокопенко, en russe : Виктор Евгеньевич Прокопенко) est un footballeur et entraîneur de football soviétique et ukrainien né le 24 octobre 1944 à Marioupol et mort le 18 août 2007 à Odessa.
Évoluant au niveau professionnel entre 1967 et 1975 au poste d'attaquant, notamment pour les équipes du Tchernomorets Odessa et du Chakhtior Donetsk, il se reconvertit par la suite comme entraîneur, intégrant l'encadrement du Tchernomorets dès 1977 avant de devenir entraîneur principal en 1982, poste qu'il occupe jusqu'en 1986. Après un bref passage au Rotor Volgograd, il fait son retour à Odessa en 1989 et continue de diriger l'équipe jusqu'en 1994, remportant une coupe de la fédération en 1990 ainsi que deux coupes d'Ukraine en 1992 et 1994 lors de ce deuxième passage. Il devient par ailleurs le premier sélectionneur de l'histoire de la sélection ukrainienne, occupant brièvement le poste entre les mois de mars et septembre 1992.
Mettant un terme à son deuxième passage à Odessa en 1994, il fait dans la foulée son retour à la tête du Rotor Volgograd où il devient une des figures majeurs de l'âge d'or du club au cours de la deuxième moitié des années 1990, concourant alors régulièrement pour les premières places au sein du championnat russe et atteignant la finale de la coupe nationale en 1995 en plus de prendre régulièrement part aux compétitions européennes, bien qu'échouant à remporter le moindre titre.
Après son départ de Volgograd en 1999, il prend la tête du Chakhtar Donetsk avec qui il remporte sa troisième coupe d'Ukraine en 2001 avant d'en devenir vice-président entre octobre 2001 et avril 2002. Après un dernier passage d'un an et demi au Dynamo Moscou, il retourne au Chakhtar en début d'année 2004 où il occupe le poste de directeur sportif jusqu'en mai 2006. Il connaît par la suite une brève carrière en politique, devenant député de la Rada entre mai 2006 et avril 2007 avant de mourir subitement d'une crise cardiaque le 18 août 2007, à l'âge de 62 ans.

## Biographie

### Carrière de joueur
Pratiquant le football durant sa jeunesse dans sa ville natale de Marioupol (appelée Jdanov à partir de 1948), Viktor Prokopenko évolue notamment dans l'équipe de l'usine locale Illitch en 1961, à l'âge de 17 ans. Il effectue son service militaire entre 1964 et 1967, étant assigné dans les forces soviétiques en Allemagne (GSVG), où il continue la pratique du football avec l'équipe militaire.
À son retour en Union soviétique en 1967, il intègre dans la foulée l'effectif du Lokomotiv Vinnitsa avec qui il fait ses débuts professionnels en deuxième division à l'âge de 22 ans. Titularisé de manière régulière l'année suivante, il est par la suite transféré au Tchernomorets Odessa pour la saison 1969, lui permettant de faire ses débuts en première division soviétique. Il passe ensuite par le Chakhtior Donetsk et le Lokomotiv Kherson avant revenir au Tchernomorets, avec qui il termine notamment troisième du championnat en 1974 avant de mettre un terme définitif à sa carrière à l'été 1975, à l'âge de 30 ans. Il cumule en tout 85 matchs joués pour treize buts marqués en première division au cours de sa carrière.

### Carrière d'entraîneur

#### Premières années (1982-1991)
Après la fin de sa carrière de joueur, Prokopenko effectue des études d'entraîneur durant la fin des années 1970, intégrant dès 1977 l'encadrement technique du Tchernomorets Odessa avant de devenir entraîneur principal de l'équipe première à partir de 1982. Sous ses ordres, l'équipe termine dans un premier temps dixième puis huitième du championnat soviétique avant d'atteindre la quatrième place lors de la saison 1984. Cette performance permet au club de disputer la Coupe UEFA 1985-1986, où il parvient à éliminer le Werder Brême lors du premier tour avant d'être vaincu dès la phase suivante par le Real Madrid, futur vainqueur de la compétition. Dans le même temps, les performances de l'équipe commencent à se détériorer, avec une quinzième place en 1985 puis un placement similaire en 1986,  mais qui débouche cette fois sur une relégation en deuxième division, tandis que Prokopenko quitte son poste en fin d'année.
Il ne reste inactif que quelques mois avant de prendre en mai 1987 la tête du Rotor Volgograd. Amenant l'équipe en dix-septième position en deuxième division à la fin de la saison 1987, il termine dès l'année suivante deuxième du championnat et permet au club d'être promu au premier échelon. Il ne s'éternise cependant pas à Volgograd, revenant dès 1989 à la tête du Tchernomorets Odessa. Terminant sixième l'année de son retour, il prend ainsi part une nouvelle fois à la Coupe UEFA en 1990, atteignant à nouveau le deuxième tour avant d'être éliminé par l'AS Monaco. Il remporte la même année la Coupe de la fédération face au Dnipro Dnipropetrovsk et termine neuvième en championnat. Il termine par la suite quatrième lors de l'exercice 1991, échouant au podium au nombre de victoires derrière le Torpedo Moscou. Cette dernière saison s'avère être la dernière du football soviétique, le pays étant dissous en fin d'année.

#### Bref passage à la tête de la sélection ukrainienne et fin de mandat au Tchornomorets (1992-1994)
La fin de l'Union soviétique provoque l'indépendance des républiques qui la composait, incluant l'Ukraine, qui forment alors leurs équipes nationales respectives. C'est dans ce contexte que Prokopenko est nommé à la tête de la nouvelle sélection ukrainienne au mois de mars 1992, en parallèle de son poste d'entraîneur au Tchernomorets, devenu formellement Tchornomorets à cette occasion en raison du statut de l'ukrainien comme langue officielle nationale. Ce passage à la tête de la sélection s'avère cependant très bref, Prokopenko se retirant dès le mois de septembre 1992 après seulement trois matchs dirigés : deux contre la Hongrie et un face aux États-Unis pour deux défaites et un match nul.
Poursuivant pendant ce temps son travail avec le Tchornomorets Odessa, il remporte notamment la première édition de la Coupe d'Ukraine en mai 1992, battant en finale le Metalist Kharkiv. En championnat, il termine cinquième la même année et participe à l'été à la Coupe des coupes, où son équipe atteint le premier tour avant d'être vaincue par l'Olympiakos. Lors des saisons qui suivent, il enchaîne notamment deux places de troisième en 1993 puis en 1994 et remporte lors de cette dernière année une deuxième coupe nationale, cette fois aux dépens du Tavria Simferopol.

#### Retour au Rotor Volgograd (1994-1999)
Quittant finalement ses fonctions au Tchornomorets au mois de mai 1994, Prokopenko fait dès le mois suivant son retour sur le banc du Rotor Volgograd, qui évolue à présent en première division russe, remplaçant Vladimir Salkov tandis que le club se classe en onzième position à la mi-saison. Son mandat démarre par une participation à la Coupe UEFA à l'été, d'où son équipe est éliminée d'entrée par le FC Nantes. Les choses sont plus positives en championnat, où le Rotor ne subit qu'une seule défaite lors de la deuxième partie de saison pour finalement se classer quatrième derrière le Lokomotiv Moscou, échouant à se classer sur le podium en raison d'un nombre de victoires insuffisant.
Cette bonne lancée ne se poursuit cependant pas l'année suivante, le club terminant alors septième du championnat mais atteignant dans le même temps la finale de la Coupe de Russie au mois de juin 1995, qui s'achève finalement par une défaite aux tirs au but contre le Dynamo Moscou. Son bon placement de la saison précédente lui permet également de participer une nouvelle fois à la Coupe UEFA, où il parvient à éliminer l'équipe anglaise de Manchester United lors du premier tour, une performance considérée comme l'un des plus grands exploits de l'histoire du Rotor. Cette performance reste cependant sans suite, l'équipe étant éliminée dès le tour suivant par les Girondins de Bordeaux.
La saison 1996 est nettement plus probante pour le club, qui se place comme un concurrent direct au titre de champion et se place même en première position pendant une partie de l'exercice. Il échoue cependant dans la dernière ligne droite, concédant deux défaites et un match nul lors des cinq dernières journées pour finalement se classer troisième derrière le Spartak Moscou et l'Alania Vladikavkaz. Le Rotor dispute en parallèle la Coupe Intertoto à l'été de la même année, atteignant la finale de la compétition avant d'être vaincu
par l'EA Guingamp.
Le club prend une nouvelle fois part à la course au titre tout au long de l'année 1997, qui est témoin d'un affrontement direct entre le Rotor et le Spartak Moscou qui culmine lors de la dernière journée par un affrontement entre les deux à l'occasion d'une « finale » officieuse pour le titre. Les Volgogradois sortent finalement perdant de cet affrontement et doivent se contenter de la deuxième place en fin de saison. Par ailleurs, de nouveau de passage en Coupe UEFA, le club atteint le deuxième tour avant d'être éliminé par la Lazio Rome.
Ce dernier échec domestique amorce un déclin progressif des performances du club, qui ne se classe que quatrième lors de l'exercice 1998, échouant à concourir pour le titre tandis que son parcours en Coupe UEFA s'arrête dès le tour préliminaire face à l'Étoile rouge de Belgrade. La situation empire d'autant plus l'année suivante, qui voit cette fois le Rotor lutter pour se maintenir, terminant treizième au terme de la saison tandis que Prokopenko quitte finalement ses fonctions à cette occasion, après quatre années et demi à la tête de l'équipe.

#### Passages au Chakhtar Donetsk et au Dynamo Moscou (2000-2004)

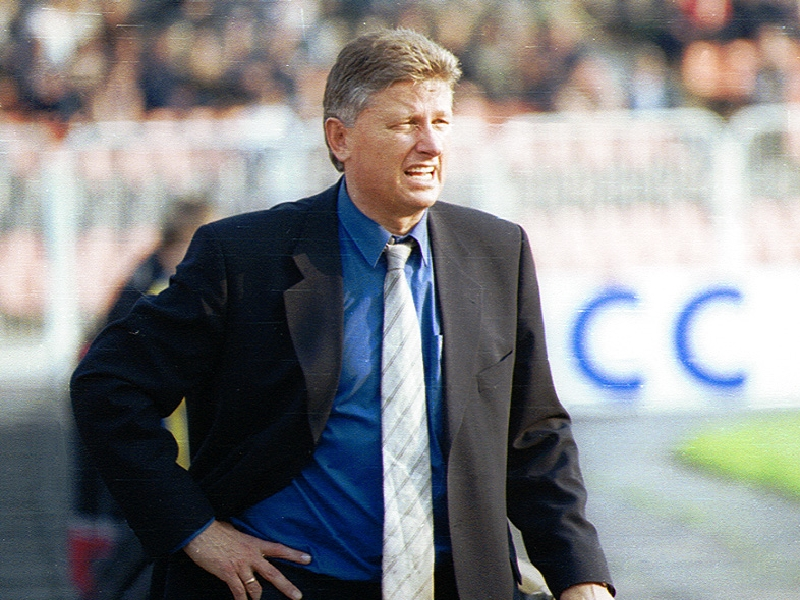
Viktor Prokopenko à la tête du Chakhtar Donetsk en 2000.

Quelques jours après son départ de Volgograd, Prokopenko rentre en Ukraine pour prendre la tête du Chakhtar Donetsk, quatrième en championnat à la trêve hivernale. Il connaît une deuxième partie de saison quasi parfaite qui ne le voit connaître qu'une défaite et un match nul en quinze matchs pour finalement se classer deuxième, loin derrière le Dynamo Kiev. Cette performance permet au club de se qualifier pour la première fois de son histoire en Ligue des champions à l'été 2000, où le club défait successivement le Levadia Tallinn et le Slavia Prague pour intégrer la phase de groupes de la compétition, où il se classe troisième du groupe B derrière Arsenal FC et la Lazio Rome, étant par la suite repêché au troisième tour de la Coupe UEFA où il est éliminé d'entrée par le Celta Vigo.
Dans le même temps, le Chakhtar continue sur sa lancée lors de la saison 2000-2001, faisant cette fois directement concurrence au Dynamo Kiev tandis que les deux s'échangent la première place plusieurs fois au cours de la saison. C'est cependant le Dynamo qui sort vainqueur de cette course pour le titre tandis que le Chakhtar termine à un point de son concurrent. Il parvient en parallèle à remporter la Coupe d'Ukraine contre le CSKA Kiev au mois de mai 2001.
Se qualifiant à nouveau pour la Ligue des champions, le club échoue cette fois à atteindre la phase de groupe, étant éliminé par le Borussia Dortmund en phase qualificative avant d'être sorti d'entrée en Coupe UEFA par le CSKA Sofia lors du premier tour. Malgré cela, les performances en championnat restent constantes, l'équipe restant invaincue lors de la première partie de saison bien que deuxième derrière le Dynamo Kiev. La trêve hivernale voit cependant Prokopenko quitter son poste d'entraîneur pour devenir vice-président du Chakhtar. Sous les ordres de son remplaçant Nevio Scala, le club parvient à effectuer le doublé Coupe-Championnat au terme de la saison, bien que Prokopenko quitte son poste avant la fin de l'exercice au mois d'avril 2002.
Dans la foulée de son départ, il fait son retour en Russie où il prend la tête du Dynamo Moscou. Pour sa première saison, il amène le club à la huitième place du championnat. Terminant par la suite sixième en 2003, il finit par démissionner au terme de la saison.
Prokopenko effectue par la suite son retour au Chakhtar Donetsk en tant que directeur sportif en début d'année 2004, poste qu'il occupe jusqu'en mai 2006. Durant cette période, il fait également un bref retour sur le banc d'entraîneur, assurant l'intérim au mois de mai 2004 entre le renvoi de Bernd Schuster et la nomination de Mircea Lucescu. Il se voit par ailleurs attribuer l'Ordre du Mérite de troisième classe par décret présidentiel la même année dans le cadre des célébrations du 110e anniversaire du football ukrainien.

### Carrière en politique et mort
Lors des élections législatives de 2006, Viktor Prokopenko se présente sous la bannière du Parti des régions, parti du président Viktor Ianoukovytch. Il devient alors député au sein de la Rada en tant que 45e de liste, prenant ses fonctions le 25 mai 2006. Durant son mandat, il se voit notamment attribuer la médaille du travail et de l'effort au mois d'août 2006 afin de récompenser les bonnes prestations de la sélection ukrainienne lors de la Coupe du monde 2006. Son mandat s'achève le 7 avril 2007 à la suite de la dissolution du parlement par le président Ianoukovytch. Prokopenko meurt d'une crise cardiaque quelques mois plus tard le 18 août à Odessa, à l'âge de 62 ans.

## Statistiques

### Statistiques de joueur
| Saison                | Club                  | Championnat           | Championnat | Championnat | Coupe(s) nationale(s) | Coupe(s) nationale(s) | Total | Total |
| Saison                | Club                  | Division              | M.          | B.          | M.                    | B.                    | M.    | B.    |
| 1967                  | Lokomotiv Vinnitsa    | D2                    | 4           | 0           | -                     | -                     | 4     | 0     |
| 1968                  | Lokomotiv Vinnitsa    | D2                    | 39          | 5           | 2                     | 0                     | 41    | 5     |
| 1969                  | Tchernomorets Odessa  | D1                    | 25          | 5           | 2                     | 2                     | 27    | 7     |
| 1970                  | Tchernomorets Odessa  | D1                    | 24          | 2           | 5                     | 0                     | 29    | 2     |
| 1971                  | Chakhtior Donetsk     | D1                    | 19          | 4           | 5                     | 3                     | 24    | 7     |
| 1972                  | Chakhtior Donetsk     | D2                    | 25          | 10          | -                     | -                     | 25    | 10    |
| 1974                  | Tchernomorets Odessa  | D1                    | 14          | 2           | -                     | -                     | 14    | 2     |
| 1975                  | Tchernomorets Odessa  | D1                    | 3           | 0           | -                     | -                     | 3     | 0     |
| Total sur la carrière | Total sur la carrière | Total sur la carrière | 153         | 28          | 15                    | 5                     | 168   | 33    |

### Statistiques d'entraîneur
| Tchernomorets Odessa | 1982             | 1986              | 195 | 75  | 45  | 75  | 38,5  |
| Rotor Volgograd      | mai 1987         | décembre 1988     | 89  | 44  | 17  | 28  | 49,4  |
| Tchornomorets Odessa | 1989             | mai 1994          | 213 | 101 | 56  | 56  | 47,4  |
| Ukraine              | 3 mars 1992      | 16 septembre 1992 | 3   | 0   | 1   | 2   | 0,0   |
| Rotor Volgograd      | 10 juin 1994     | 15 novembre 1999  | 216 | 100 | 62  | 54  | 46,3  |
| Chakhtar Donetsk     | 17 novembre 1999 | 12 octobre 2001   | 78  | 54  | 12  | 12  | 69,2  |
| Dynamo Moscou        | 7 avril 2002     | 2 novembre 2003   | 59  | 24  | 16  | 19  | 40,7  |
| Chakhtar Donetsk     | 8 mai 2004       | 16 mai 2004       | 2   | 2   | 0   | 0   | 100,0 |
| Total                | Total            | Total             | 855 | 400 | 209 | 246 | 46,8  |

## Palmarès d'entraîneur
Tchornomorets Odessa
- Vainqueur de la Coupe de la fédération soviétique en 1990.
- Vainqueur de la Coupe d'Ukraine en 1992 et 1994.

 Chakhtar Donetsk
- Vainqueur de la Coupe d'Ukraine en 2001.